# Las cosas pequeñas
Las Cosas Pequeñas (en inglés: The Little Things) es una canción de pop latino por el cantante estadounidense Prince Royce. Fue escrita por Royce, Anthony López y Sergio George, quien también lo produjo. Es lanzada como el primer sencillo de su segundo álbum de estudio, Phase II. Se estrenó en la radio América el 10 de enero de 2012 y fue lanzado digitalmente el día siguiente por Top Stop Music.
Royce había dicho que la canción es acerca de las pequeñas cosas que no cuestan mucho y tienen un valor sentimental muy grande. El video musical de la canción, que fue filmada en el Central Park de Nueva York, fue dirigida por Carlos Pérez, de Elastic People.

## Antecedentes
Después de que el único rumor de promoción, Addicted, fue puesto en libertad, se anunció que " Las Cosas Pequeñas" hará un seguimiento como el primer sencillo oficial de la Fase II. El 4 de enero de 2012, un fragmento de 31 segundos de la canción fue publicada en el sitio web oficial de Prince Royce. Se había hecho luego de su estreno en La Mega 97.9 FM el 10 de enero de 2012. Según la web oficial de Royce, que había hablado sobre el concepto de la canción, diciendo: "'Las Cosas Pequeñas" es de esas cosas que no puede costar mucho, pero tienen un gran valor sentimental y significan mucho para nosotros ". El título de la canción se traduce como "The Little Things" en Inglés.

## Video musical
El video musical de Las Cosas Pequeñas fue dirigido por Carlos Pérez, de Elastic People y fue filmado en el Central Park en Nueva York.

## Funcionamiento
Las Cosas Pequeñas al mismo tiempo debutó en las canciones de Estados Unidos Billboard Latin Tropical y el gráfico de canciones en el número cuatro y el número uno, respectivamente.

## Listado de la Pista
- ITunes descarga digital

1. Las Cosas Pequeñas — 3:35